# Drapelul Elveției

Steagul Elveţiei. Flag ratio: 1:1

Drapelul Elveției e format dintr-un pătrat roșu cu o cruce albă, cu brațele egale, în centru. Este unul din cele două steaguri naționale pătrate, celălalt fiind Drapelul Vaticanului.
Dimensiunile crucii față de pânza steagului nu sunt standardizate cu excepția stindardului naval. De obicei se folosesc raporturi de 2:3 sau 7:10. Nuanța de roșu nu este nici ea standardizată; de obicei se folosește un roșu deschis.
Steagul Elveției se bazează pe steagul Cantonului Schwyz.